# Gleidorf

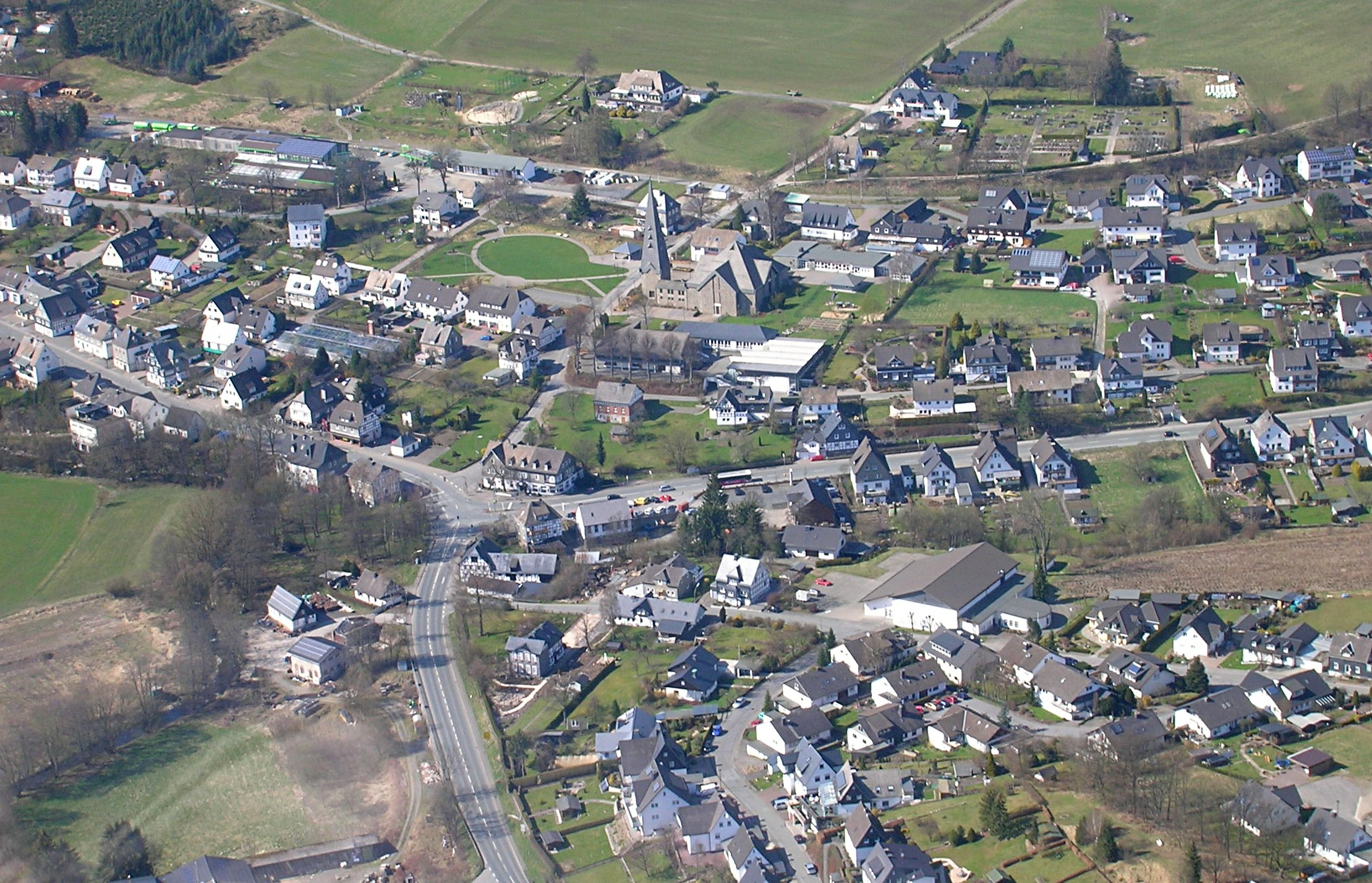
Ortskern von Gleidorf

Gleidorf ist ein Ortsteil der Stadt Schmallenberg in Nordrhein-Westfalen.

## Geografie

### Lage
Gleidorf liegt rund einen Kilometer östlich von Schmallenberg und vier Kilometer südlich von Bad Fredeburg am Fuße des Wilzenbergs. Durch den Ort führen die Bundesstraße 236 und die Bundesstraße 511, die im Ortsmittelpunkt aufeinandertreffen. Die Bahnstrecke Altenhundem–Wenholthausen über Gleidorf ist abgebaut. Im Ort mündet der Gleierbach rechtsseitig in die Lenne.

### Nachbarorte
Angrenzende Orte sind Schmallenberg, Bad Fredeburg, Ebbinghof,  Obringhausen, Grafschaft, Holthausen und Winkhausen.

## Geschichte
Der Name Gleidorf wurde 1072 erstmals in einer Urkunde des Klosters Grafschaft erwähnt. Bis zur kommunalen Neugliederung gehörte Gleidorf zur Gemeinde Grafschaft. Seit der kommunalen Gebietsreform am 1. Januar 1975 ist Gleidorf ein Ortsteil der erweiterten Stadt Schmallenberg.

## Politik

### Wappen
|  | Blasonierung: „Von Silber und Rot geteilt; oben ein schwarzes, von zwei schwarzen Hirschstangen begleitetes, aus sechs Rauten gebildetes Kreuz, unten zwei blaue Wellenbalken“ |
|  | |

## Bildung
Im Ort gibt es eine Grundschule und einen Kindergarten sowie eine öffentliche katholische Bücherei. Die weiterführenden Schulen befinden sich in den Nachbarorten Schmallenberg und Bad Fredeburg.

## Kirchen
1873 wurde im Westteil Gleidorfs eine evangelische Kirche errichtet, die kurz vor Ende des Zweiten Weltkriegs durch amerikanischen Artilleriebeschuss zerstört wurde. Zwischen 1947 und 1949 entstand an gleicher Stelle eine neue, etwas größere Kirche. Das Altarrundfenster gestaltete der Wittgensteiner Künstler Wolfgang Kreutter. Seit 2008 trägt die Kirche den Namen Auferstehungskirche. Sie gehört zur Friedenskirchengemeinde Hochsauerland im Kirchenkreis Siegen-Wittgenstein der Evangelischen Kirche von Westfalen.
Die alte katholische Pfarrkirche, die in den Jahren 1905/06 mit unzureichenden Mitteln gebaut worden war, erwies sich recht schnell als baufällig.
Die neue katholische Herz-Jesu-Kirche  wurde 1984 geweiht. Im Mai 2009 wurde dort die Orgelweihe einer aus London stammenden, historischen Orgel gefeiert. Diese Pfeifenorgel des bekannten Orgelbauers G.M. Holdich stammt aus dem Jahr 1872. Sie wurde von einem ortsansässigen Orgelbauer komplett restauriert und in der Gleidorfer Kirche aufgebaut.
Am Ortsausgang von Gleidorf in Richtung Fredeburg steht an einer erhöhten Stelle, am Zusammenfluss der Burbecke mit dem  Gleierbach die Friedenskapelle. Erbaut wurde sie im Jahre 1858, sie sollte als Gotteshaus für die Bewohner von Gleidorf genutzt werden. Wegen des Neubaus der Pfarrkirche 1906–1908 wurde die Kapelle nicht mehr genutzt. Erst in neuster Zeit wurde die Kapelle unter Mitwirkung vieler Gleidorfer wieder instand gesetzt und konsekriert. Sie dient seither wieder als Gotteshaus.

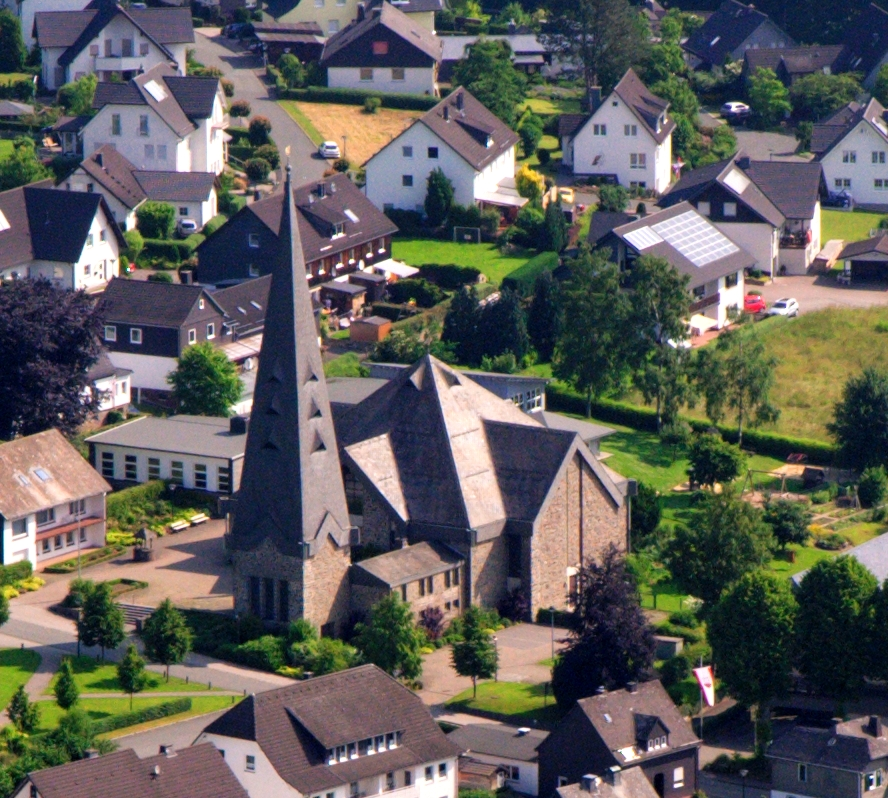
Herz-Jesu-Kirche
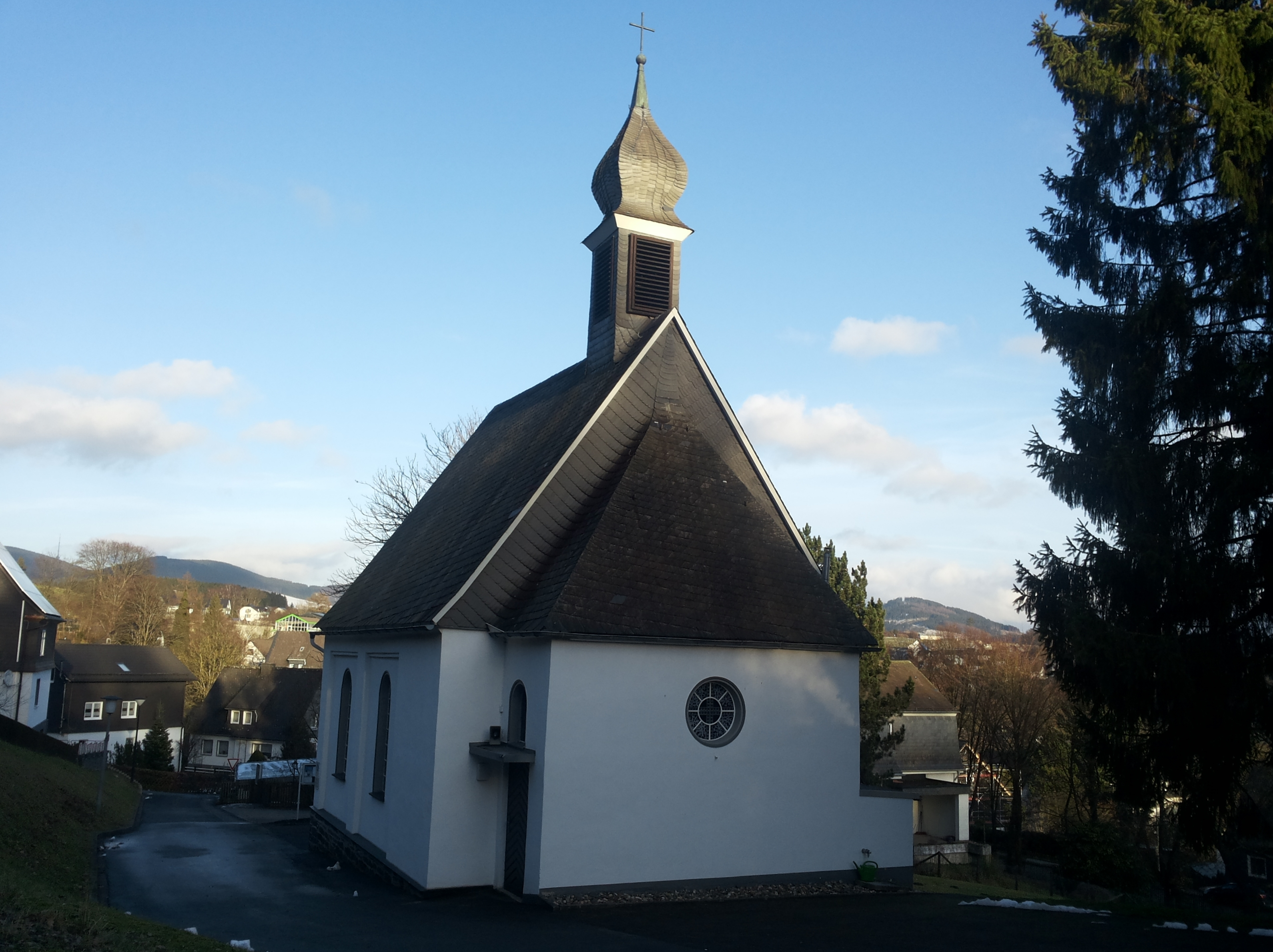
Auferstehungskirche
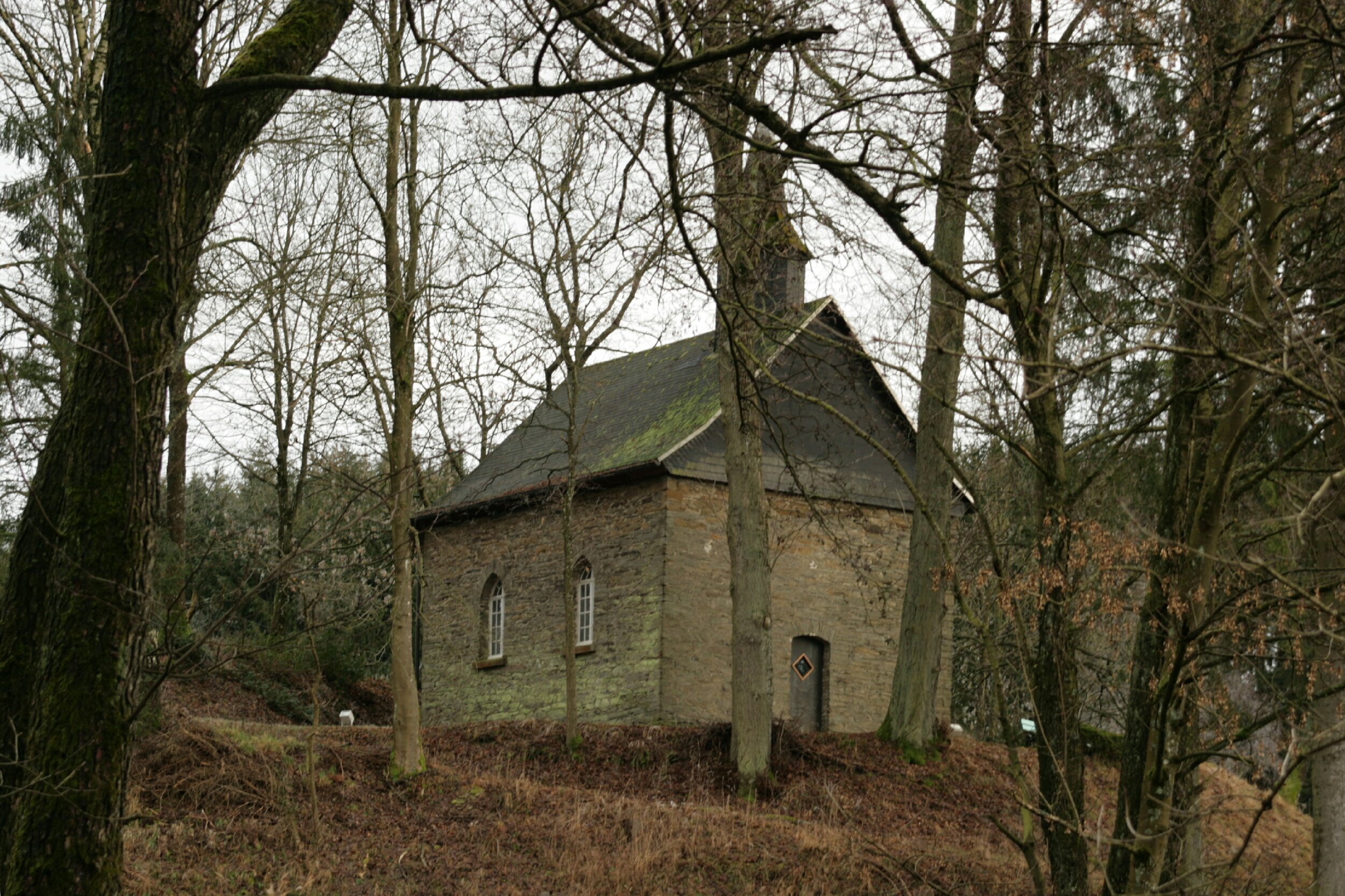
Friedenskapelle
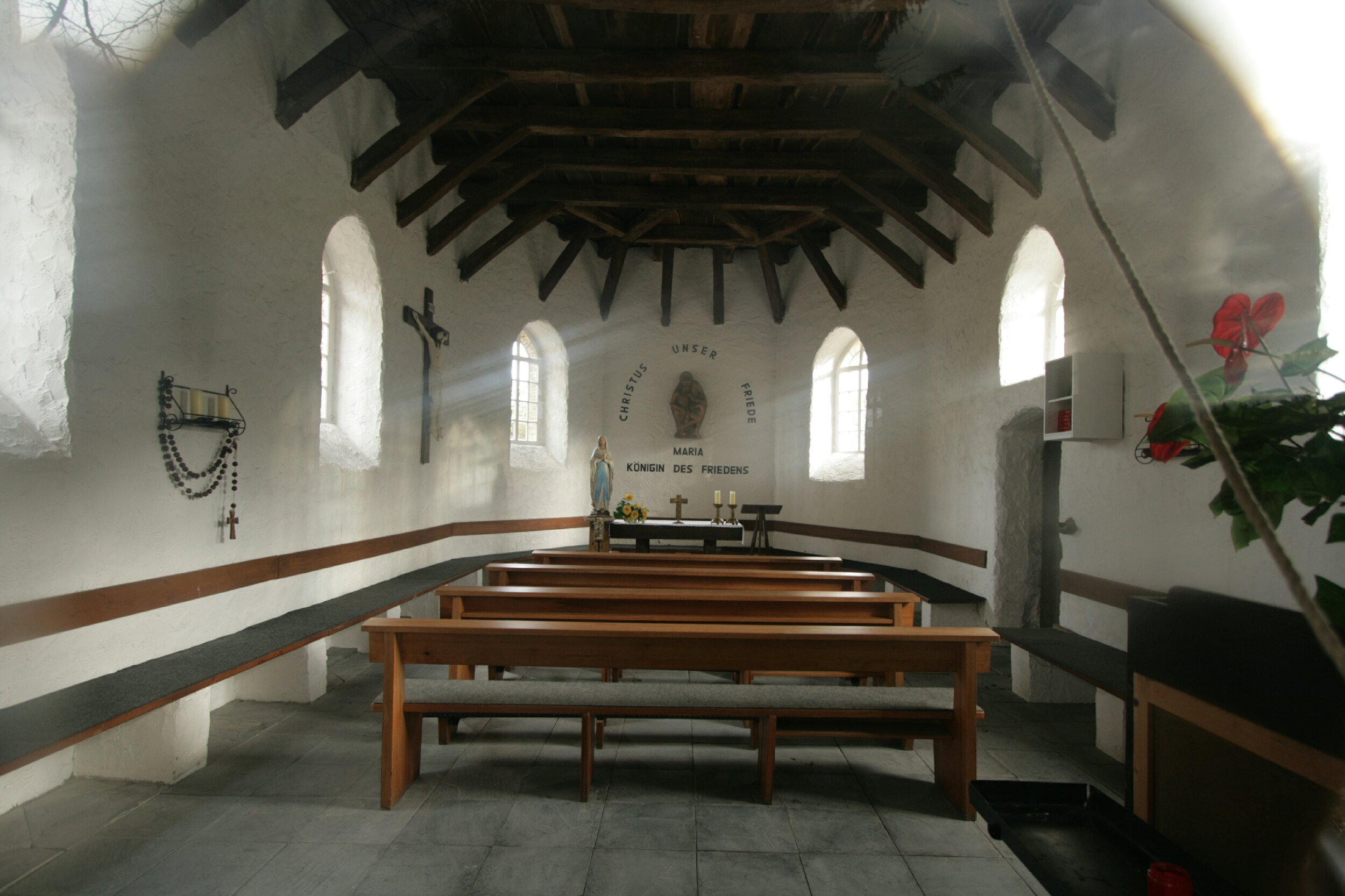
Innenraum der Friedenskapelle

## Vereine
In Gleidorf gibt es verschiedene Vereine, u. a.  den TV Gleidorf (Verbandsligist im Gerätturnen), den FC Gleidorf-Holthausen, das HuWi Cross Team, den Schützenverein Gleidorf, den Osterfeuerverein, den Musikverein Gleidorf, den Köln-Fanclub Echte11 etc.

## Veranstaltungen
In Gleidorf finden auf einer speziellen Autocross-Strecke einmal im Jahr Autocross-Veranstaltungen statt. Ausrichter ist das Huwi-Cross-Team-Gleidorf. Im Jahr 2004 wurden in Gleidorf der Lauf zur Deutschen Autocross-Meisterschaft (DMSB) und der Meisterschaftslauf des Deutschen Rallyecross-Verbandes (DRCV) ausgetragen.
Neben dieser Veranstaltung gibt es das alljährlich stattfindende Schützenfest mit dem Höhepunkt des Vogelschießens am ersten Julimontag in „Arens Loch“.